# Andrei Walther
Andrei Walther (* 25. Oktober 1972 in Elsterwerda) ist ein deutscher Bauingenieur. Zusammen mit Bernd Hillemeier erhielt er 2006 den Innovationspreis Berlin-Brandenburg.

## Leben
Andrei Walther wuchs in der brandenburgischen Stadt Elsterwerda auf. Hier besuchte er bis 1989 die Polytechnische Oberschule „Etkar André“ im Stadtteil Biehla. Anschließend erlernte er den Beruf des Maurers in Cottbus, legte das Abitur ab und studierte bis 2002 Bauingenieurwesen an der TU Berlin. Als Diplom-Bauingenieur war er maßgebend an der Entwicklung eines Prüfsystems zur Ortung von Brüchen der Spannbewehrung an Brücken beteiligt. Er erhielt zusammen mit Bernd Hillemeier für das Verfahren der Spanndrahtbruchortung in Querspanngliedern von Spannbetonbrücken den Innovationspreis Berlin-Brandenburg 2006. Walther promovierte an der TU Berlin bei Bernd Hillemeier zur  zerstörungsfreie Prüfung von Spannstahl.
Seit 2009 ist er als Unternehmer in Brandenburg an der Havel sowie seit 2018 im Unternehmen KIWA tätig.

## Lehre und Forschung
Andrei Walthers Forschungsschwerpunkte sind in den Themen Baustoffprüfung sowie Spanndrahtbruchortung angesiedelt.
Von 2011 bis 2016 war Andrei Walther an der FH Potsdam als Dozent tätig. Außerdem übernahm er im Sommersemester 2015 eine Gastprofessur für Baustoffe an der HafenCity Universität (HCU) in Hamburg.
Seit 2016 ist er Honorarprofessor für Bauwerksanalytik und Zerstörungsfreie Prüfverfahren an der FH Potsdam.

## Werke und Veröffentlichungen (Auswahl)
- Fast NDT Localisation of Prestressing Steel Fractures in P-T Concrete Bridges. Structural Faults and Repairs, Edinburgh 2008
- Ortung von Brüchen der Spannbewehrung in Spannbetonbauteilen – schnell, innovativ und in hoher Qualität -. Fachtagung Moderne Bauwerksprüfung -Technische und rechtliche Aspekte, Bundesanstalt für Straßenwesen, Bergisch Gladbach 2010; DGZfP Berichtsband BB 123-CD.
- Bauwerkdiagnose an modernen Baudenkmalen: Nutzerorientierte Bausanierung, Bauhaus-Universität Weimar, 2010, ISBN 978-3-86068-421-4.